# Grünwald
Grünwald (bairisch Greawoid) ist eine Gemeinde und ein staatlich anerkannter Erholungsort im oberbayerischen Landkreis München. Grünwald liegt oberhalb des Isartals direkt südlich der Landeshauptstadt München und ist eine der reichsten Gemeinden Deutschlands.

## Geographie

### Gemeindegliederung
Die Gemeinde hat sechs Gemeindeteile (in Klammern ist der Siedlungstyp angegeben):
- Brunnhaus (Einöde, verfallen)
- Geiselgasteig (Stadtrandsiedlung)
- Grünwald (Stadtrandsiedlung)[10]
- Oberdill (Einöde)
- Sauschütt (Einöde)
- Wörnbrunn (Weiler)

Der Weiler Laufzorn gehörte ebenfalls zur Gemeinde Grünwald, ehe er am 1. Mai 1978 nach Oberhaching umgegliedert wurde.

### Nachbargemeinden
Unmittelbar angrenzende Nachbargemeinden Grünwalds sind München (eine kurze Grenze von 136 Metern im Norden), Pullach im Isartal (im Westen) und Straßlach-Dingharting (eine Grenze von 124 Metern im Süden der Exklave Forsthaus Oberdill). Ansonsten grenzt die Gemeinde an die gemeindefreien Gebiete Grünwalder Forst im Osten und Perlacher Forst im Nordosten.

### Natur
Folgende Schutzgebiete berühren das Gemeindegebiet:
- Landschaftsschutzgebiet Verordnung des Bezirks Oberbayern über den Schutz von Landschaftsteilen entlang der Isar in den Landkreisen Bad-Tölz-Wolfratshausen, München, Freising und Erding als LSG (LSG-00384.01)
- Landschaftsschutzgebiet LSG Perlacher und Grünwalder Forst einschließlich des Gleißentales (LSG-00534.01)
- Fauna-Flora-Habitat-Gebiet Oberes Isartal (8034-371)

## Geschichte

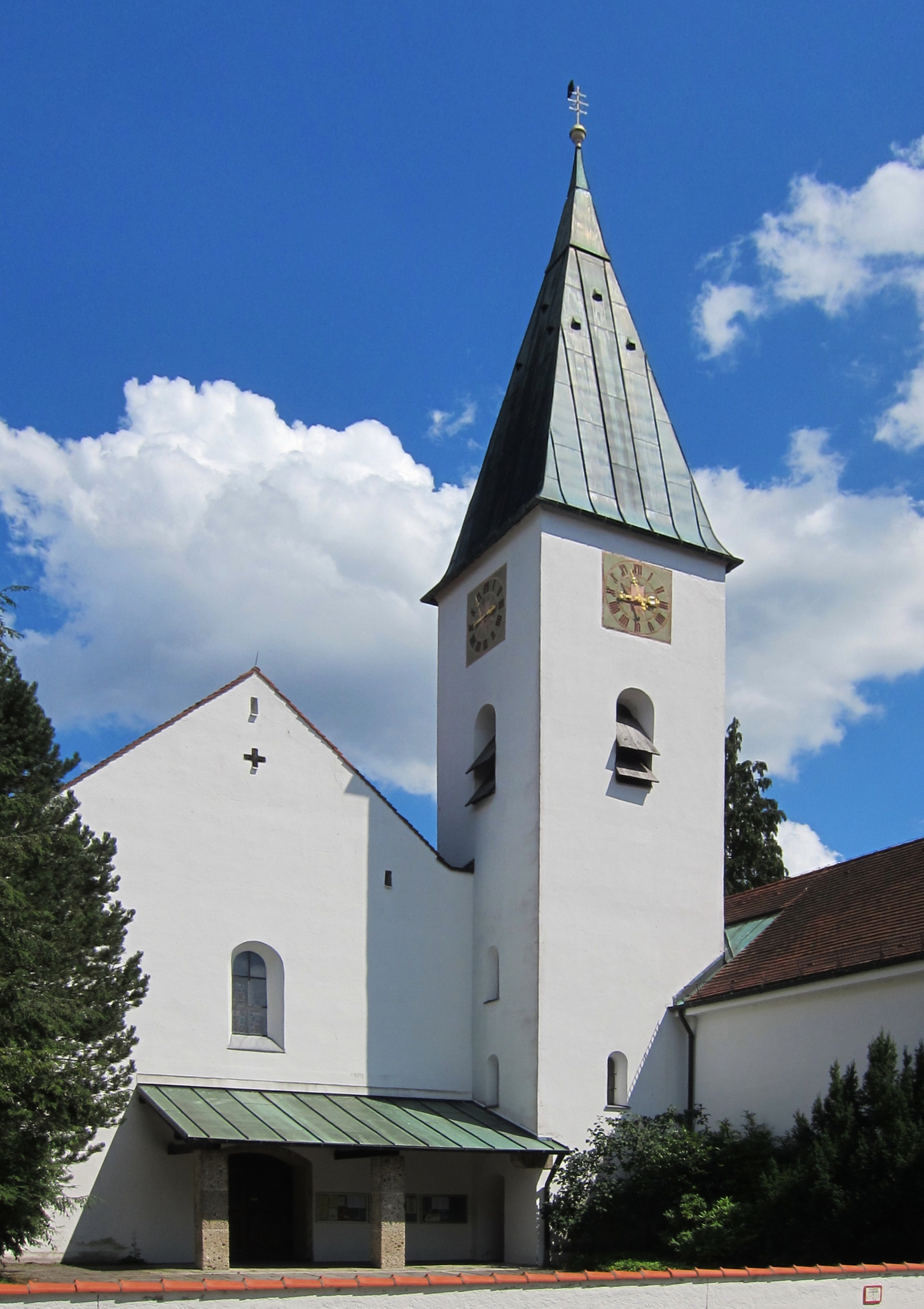
St. Peter und Paul

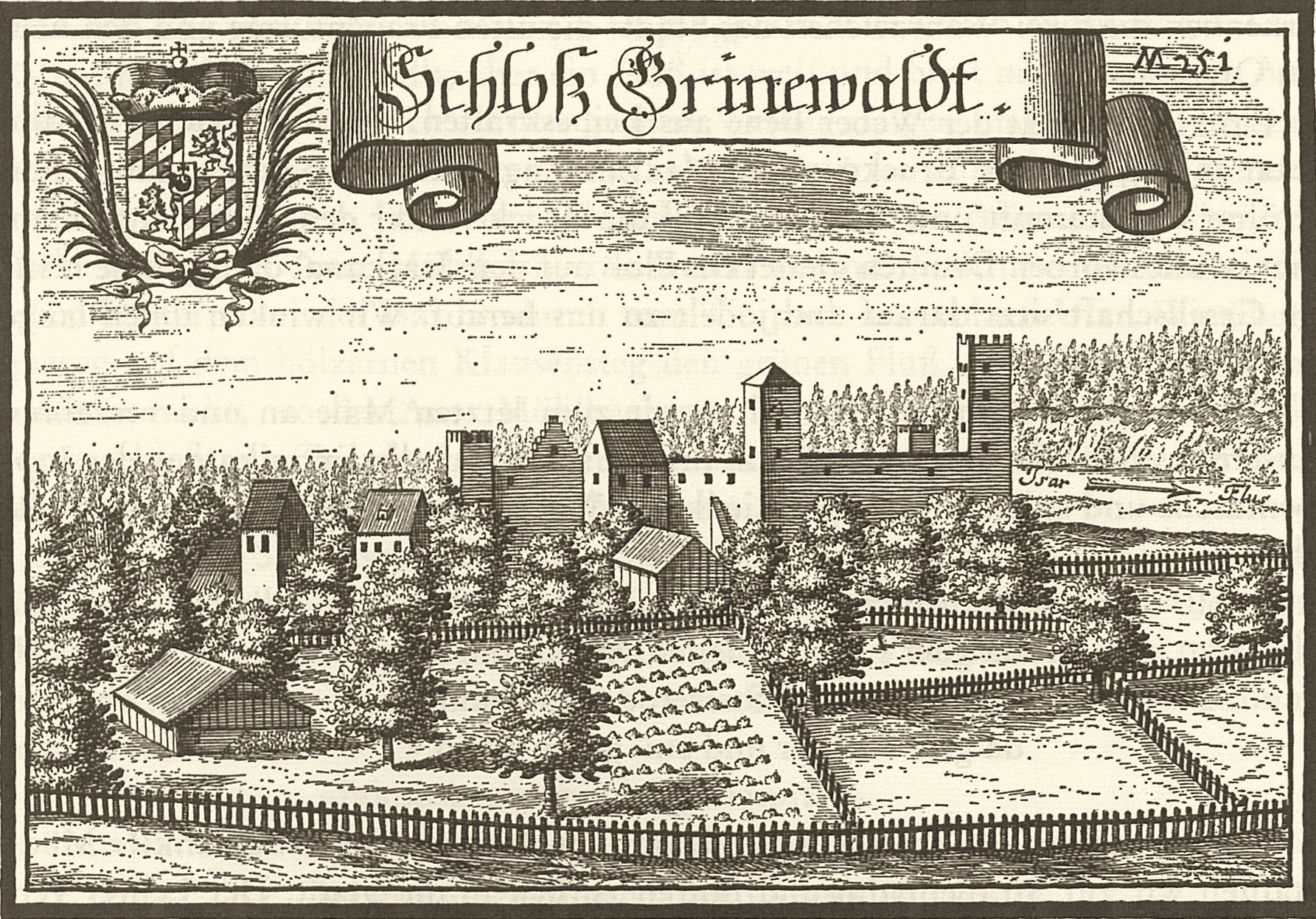
Burg Grünwald um 1700

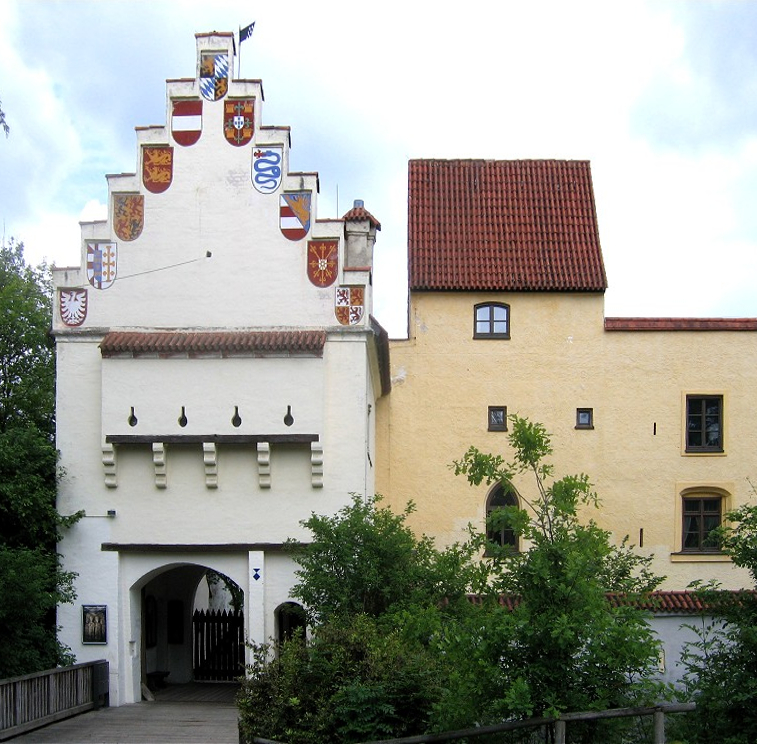
Burg Grünwald heute (Eingangstor)

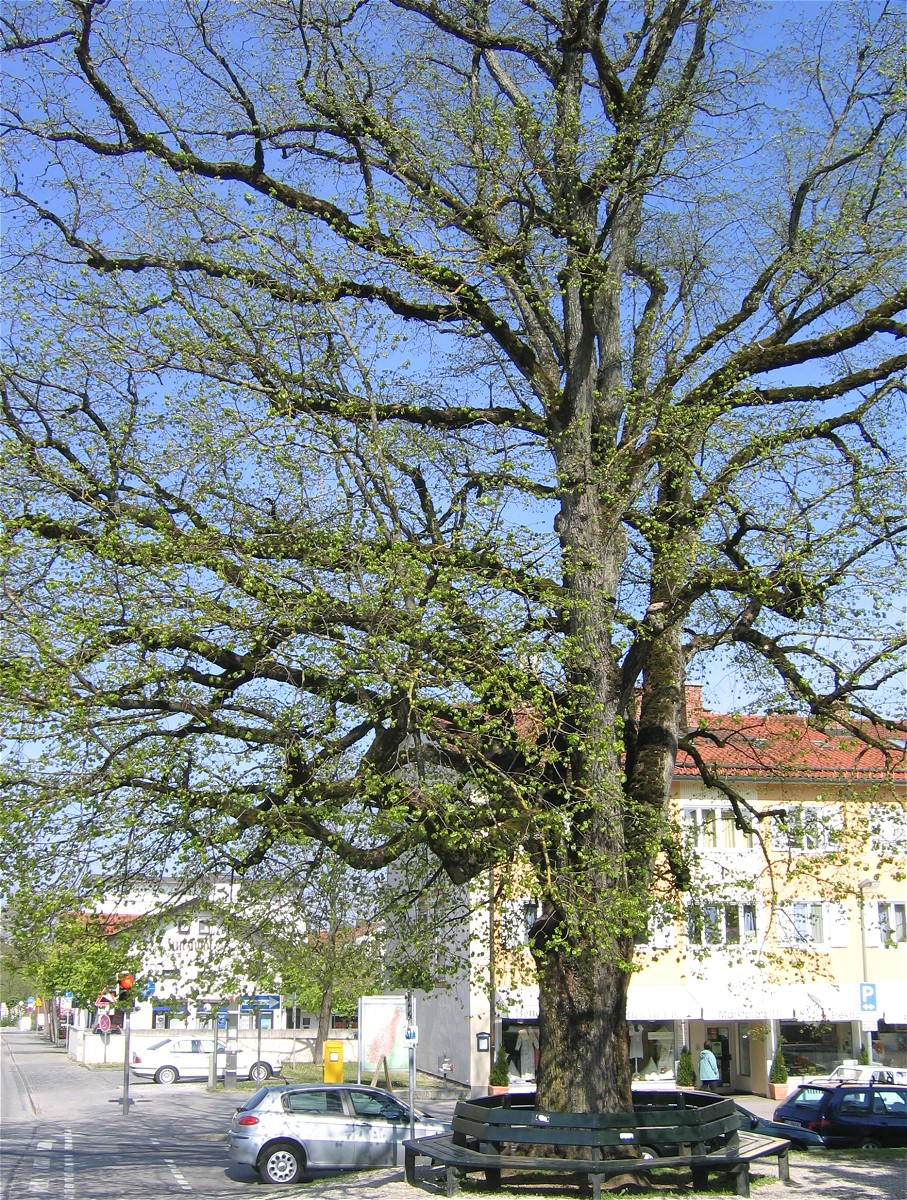
„Verfassungslinde“ auf dem Grünwalder Marktplatz

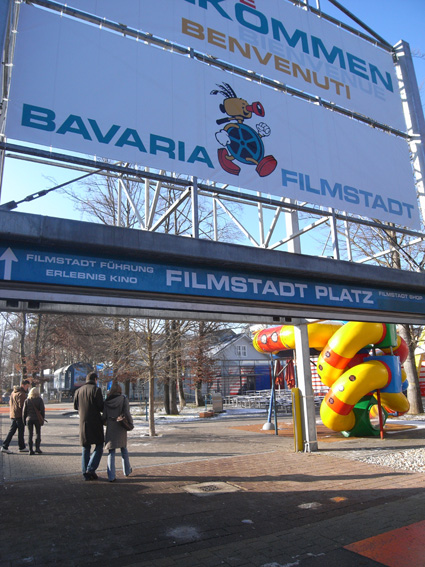
Eingang Bavaria Filmstadt im Grünwalder Gemeindeteil Geiselgasteig

### Bronze- und Urnenfelderzeit
Bereits in der Bronzezeit (etwa 2000–1000 v. Chr.) war die Gegend um Grünwald besiedelt. Zeugen dieser Zeit sind Funde von Vasen und Urnen sowie Bronzegegenständen, die im Rathaus wie auch im Burgmuseum in Vitrinen präsentiert werden und nach Kulturstufen gegliedert sind. Auch Funde der Urnenfelderzeit (etwa 1000 v. Chr.) wie Messer, Schmuck oder Tongefäße und die Grünwalder Fibel sind ebenfalls in der Halle des Rathauses zu sehen.

### Kelten, Römer und Germanen
Auf dem Gemeindegebiet gab es zahlreiche germanische, keltische und auch römische Siedlungen, da sich hier eine Furt durch die (damals noch reißende) Isar befand. Die frühe Geschichte Grünwalds hängt eng mit der Römerstraße zusammen, welche von Salzburg über Rosenheim, Deisenhofen und Oberdill – einen Gemeindeteil von Grünwald – schließlich zur Isar führte. Südlich davon – in einer scharfen Biegung am Georgenstein – lag im späten 3. und im 4. Jahrhundert eine befestigte Siedlung mit einer vollständigen Schmiedeausstattung: die Römerschanze von Grünwald.

### Mittelalter
Die Höfe und Huben gehörten den Großen und Kleineren jener Zeit, den Klöstern und Stiften von Dießen, Schäftlarn und Tegernsee. Später war auf dem Gemeindegebiet Grünwalds eine bäuerliche Ansiedlung der Derbolfinger, die erstmals 1048 unter dem Namen „Derbolvinga“ in den Aufzeichnungen des Klosters Tegernsee Erwähnung fand. Damals waren die Derbolfinger sogenannte Ministerialen (unfreie Dienstmannen) des Grafen von Andechs. Der Derbolfinger Platz in Grünwalds Ortszentrum (heute zugleich die Endhaltestelle der Trambahnlinie 25) erinnert an den ursprünglichen Ortsnamen.
Erst als „Derbolfing“ an die Wittelsbacher überging, begann die Geschichte der Hofmark „Groinwalde“. Als Hofmark gehörte sie dem Landesherrn, dem Kurfürsten von Bayern.
Aus Derbolvinga (oder Derbolfing) wurde schließlich Grünwald, das als Dorf Grünwald erstmals urkundlich 1288 erwähnt wurde. Der Grund für die Namensänderung lag in der Erbauung der Burg Grünwald, die Ende des 13. Jahrhunderts Ludwig der Strenge in der Nähe von Derbolvinga als Burg Grünenwalde erbauen ließ, die anschließend von dessen dritter Frau Mechtild – einer Tochter Rudolfs von Habsburg – bewohnt wurde. Auch ihr Sohn Ludwig, der spätere Kaiser Ludwig der Bayer, besuchte sie dort öfter. Anlässlich der Hochzeit Herzog Albrechts IV. wurde die Burg weiter ausgebaut.

### Neuzeit
Der Niedergang der Burg Grünwald begann, als Max Emanuel, der Eroberer im Türkenkrieg, die Schlösser Schleißheim, Nymphenburg und Dachau bevorzugte. Burg Grünwald verwahrloste zunehmend und wurde infolgedessen als Sondergefängnis des Adels und auch als Pulvermagazin genutzt, bis schließlich 1799 die Auflassung angeordnet wurde. 1879 ging die Burg in nichtadeligen Privatbesitz über.
Nicht zuletzt hat auch Karl Valentin mit seinen Geschichten und dem daraus hervorgegangenen Lied „Die alten Rittersleut“ Grünwald weit über dessen Grenzen bekannt gemacht – auch wenn diese nicht gerade den wahren Begebenheiten entsprechen.
Bis heute ist die Grünwalder Burg das Wahrzeichen der Gemeinde Grünwald, das lange Zeit als zinnenbewehrtes Jagdschloss den bayerischen Herzögen diente. Heute befindet sich dort ein Zweigmuseum der Prähistorischen Staatssammlung München mit wechselnden Ausstellungen.

### 19. Jahrhundert
Erst im Zuge der Verwaltungsreformen in Bayern entstand mit dem Gemeindeedikt von 1818 die heutige Gemeinde Grünwald. Auf dem Marktplatz von Grünwald steht die 1808 gepflanzte Verfassungslinde. Der Zoll für den Isarübergang hat in der Geschichte Grünwalds eine wichtige Rolle gespielt. Das ehemalige Zollhaus befindet sich noch heute auf der Westseite der Brücke.

### 20. Jahrhundert

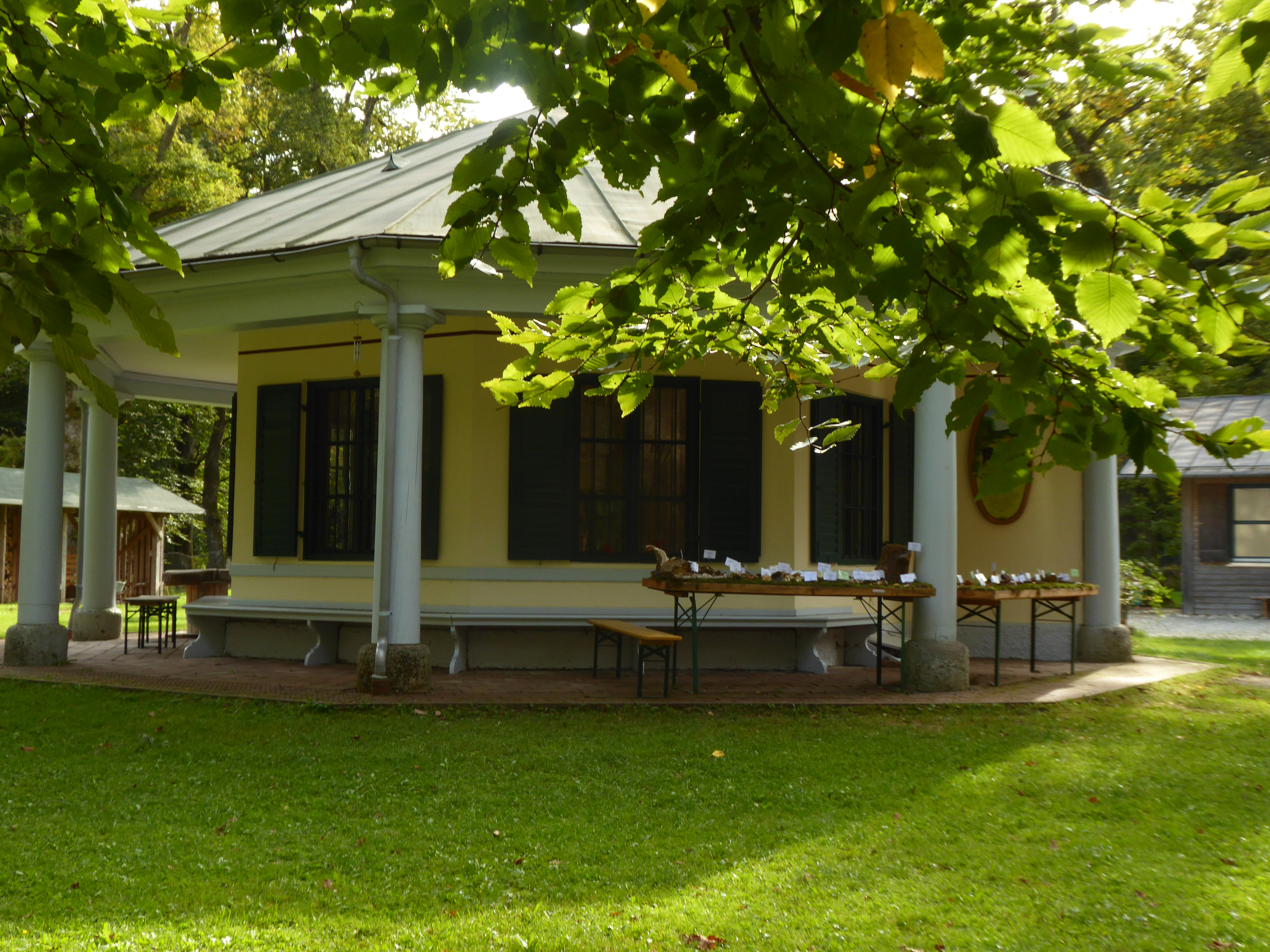
Ehemalige Jagdhütte für Königin Marie von Bayern

Grünwald war Anfang des 20. Jahrhunderts noch ein Bauerndorf. 1904 wurde die Grünwalder Isarbrücke über die Isar eingeweiht, die fortan die Gemeinden Grünwald und Pullach miteinander verband. Damals war diese in der neuen Stahlbetonbauweise errichtete Brücke mit zwei Dreigelenkbögen mit einer Spannweite von je 70 Metern das am weitesten gespannte Brückenbauwerk dieser Art. 1945 wurde die Brücke in den letzten Kriegstagen gesprengt und später bis 1949 originalgetreu rekonstruiert. Im Jahr 2000 wurde die denkmalgeschützte Brücke schließlich durch einen dem Original nachempfundenen Neubau ersetzt.
Ein entscheidender Einschnitt in Grünwalds Geschichte war die Einweihung der Trambahnstrecke München–Grünwald am 13. August 1910. Diese Erschließung gab Grünwald einen starken Entwicklungsimpuls, da nun der Ausflugsverkehr deutlich zunahm und die Einwohnerzahl beständig anstieg. Dennoch behielt Grünwald als beliebter Villenvorort seinen Gartenstadtcharakter.
Die Bavaria Filmstudios siedelten sich 1919 im Grünwalder Gemeindeteil Geiselgasteig direkt am Ortsrand zu Harlaching (München) an. Helmut Jedele rettete das Studio Ende der 1950er Jahre vor dem Konkurs und machte es in der Folge zum „Bayerischen Hollywood“. Stars von Billy Wilder bis Wolfgang Petersen festigten in den folgenden Jahrzehnten den Weltruhm des Studios und machten Grünwald über die Grenzen Deutschlands hinaus bekannt.
Durch die Nähe zu den Bavaria Studios und seine reizvolle Lage am Isarhochufer wurde Grünwald immer mehr zum schicken Nobelwohnort vieler Reicher und Prominenter wie Senta Berger, Josef von Ferenczy, Joachim Fuchsberger, Max Greger, Uschi Glas, Oliver Kahn, Carlos Kleiber, Patrick Lindner, Uwe Ochsenknecht, Kai Pflaume, Heinz Rühmann oder auch Modeikone Rudolph Moshammer, der dort bis zu seiner Ermordung in der Nacht zum 14. Januar 2005 in einer Villa in Geiselgasteig lebte. Viele Schauspieler sind auf dem Waldfriedhof Grünwald begraben.
Heute findet sich hier an der nördlichen Grenze der Gemeinde Grünwald die Bavaria Filmstadt am Geiselgasteig, deren „Herz“ weiterhin die Bavaria Film ist. Mit einem Gelände von 370.000 Quadratmeter ist sie das größte Film- und Fernsehzentrum Europas und wird von vielen Touristen im Rahmen der „Bavaria-Film-Tour“ besichtigt.
1944 wird der Stab der 26. Flak-Division aus der 4. Flak-Brigade aufgestellt. Das Hauptquartier der Division wurde Grünwald. Die beiden Eingänge des dazugehörigen Bunkers sind heute noch nahe der Burg zu finden.
Nach dem Zweiten Weltkrieg erhielt die Gemeinde am 17. Mai 1950 vom Bayerischen Staatsministerium des Inneren ihr Wappen verliehen. Es zeigt in blau auf einem grünen Dreiberg einen silberneren Turm mit Treppengiebel und Zinnenmauer, dessen Tor mit Bayerischen Wecken bedeckt und der von zwei grünen Fichten begleitet ist.
1954 war das vorbereitende Trainingslager der deutschen Fußballnationalmannschaft zur Weltmeisterschaft 1954 in der heute so nicht mehr existierenden Sportschule Grünwald. Auch auf das erfolgreiche Endspiel um die Fußball-Weltmeisterschaft 1974 in München gegen die Niederlande bereitete sich die deutsche Nationalmannschaft dort vor.
Seit 1955 ist der Ort Grünwald ein staatlich anerkannter Erholungsort.
Bis 1975 beheimatete Grünwald auch den Fix-und-Foxi-Verlag von Rolf Kauka im sogenannten „Kauka-Schloss“, der heute unter den Namen Rolf Kauka Comics in den Vereinigten Staaten, Rom, Barcelona, München und Kerken bei Düsseldorf publiziert.
Als einzige an München angrenzende Gemeinde kooperiert die Gemeinde im Bereich der Erwachsenenbildung mit der Münchner Volkshochschule (MVHS), sodass das Volkshochschulprogramm Grünwalds von der MVHS geplant und durchgeführt wird – oft in Zusammenarbeit mit Grünwalder Institutionen und Vereinen.
Zum Abschluss der Gebietsreform in Bayern am 1. Mai 1978 wurde die durch den Grünwalder Forst vom übrigen Gemeindegebiet getrennte Exklave mit dem Weiler Laufzorn mit damals etwa 50 Einwohnern an die Gemeinde Oberhaching abgetreten.
1986 wurde das Bürgerhaus „Römerschanz“ eröffnet, um Grünwalds Vereinen einen Ort für ihre Aktivitäten zu geben und um darüber hinaus auch Tagungen und Konferenzen zu veranstalten.
1994 ist Grünwald laut Statistik erstmals zur reichsten Gemeinde Deutschlands geworden.

### Einwohnerentwicklung
Zwischen 1988 und 2018 wuchs die Einwohnerzahl von 9.099 auf 11.139 um 2.040 Einwohner bzw. um 22,4 %.

## Politik

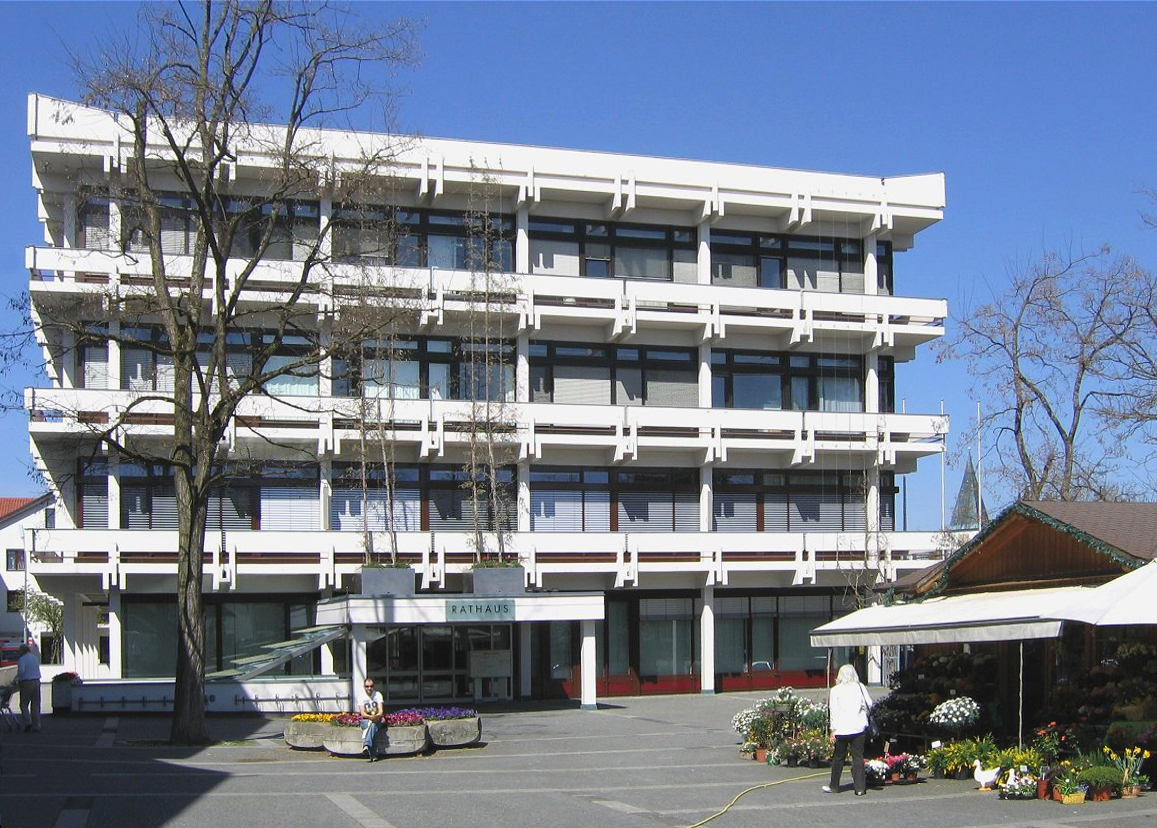
Grünwalder Rathaus

### Bürgermeister
Erster Bürgermeister ist Jan Neusiedl (CSU). Das Amt des Zweiten Bürgermeisters bekleidet Stephan Weidenbach (CSU), das der Dritten Bürgermeisterin Uschi Kneidl (CSU).

### Gemeinderat
Der Gemeinderat besteht aus 25 Mitgliedern (mit dem Ersten Bürgermeister) und setzt sich nach der Kommunalwahl 2020 wie folgt zusammen:
- SPD: 1
- Grüne: 4
- PBG: 4
- FDP: 2
- CSU: 13

### Wappen
| Wappen der Gemeinde Grünwald | Blasonierung: „In Blau auf grünem Dreiberg ein silberner Torturm mit Treppengiebel und beiderseits anschließender Zinnenmauer, über der je eine grüne Fichte aufwächst; das Tor belegt mit den bayerischen Rauten.“ |
| Wappen der Gemeinde Grünwald | Wappenbegründung: Der Torturm mit Treppengiebel und Zinnenmauer gibt in heraldisch stilisierter Form das charakteristische Wahrzeichen der Gemeinde, den Torbau der Burg Grünwald, wieder. Die weiß-blauen Rauten auf dem Tor erinnern an die fürstlichen Besitzer aus dem Haus Wittelsbach. Herzog Ludwig der Strenge erwarb den Ort 1293 durch Tausch vom Kloster Tegernsee und ließ die Burg Grünwald errichten. Bald kamen ein Tiergarten und ein Gestüt mit Wirtschaftsgebäuden hinzu. Grünwald war bis in das 18. Jahrhundert Mittelpunkt einer landesherrlichen Domäne mit mehreren Schwaigen (Laufzorn, Harlaching, Harthausen, Geiselgasteig und Wörnbrunn). Der Dreiberg im Schildfuß und die den Torturm begleitenden Fichten versinnbildlichen die Lage am Hochufer des Isartals und den benachbarten Grünwalder Forst; die Fichten reden zugleich für den Namen Grünwald. Dieses Wappen wird seit 1950 geführt. |

### Gemeindepartnerschaft
Grünwald pflegt eine Partnerschaft mit der Gemeinde Neuenhagen bei Berlin im Land Brandenburg, Deutschland.

## Kultur und Sehenswürdigkeiten

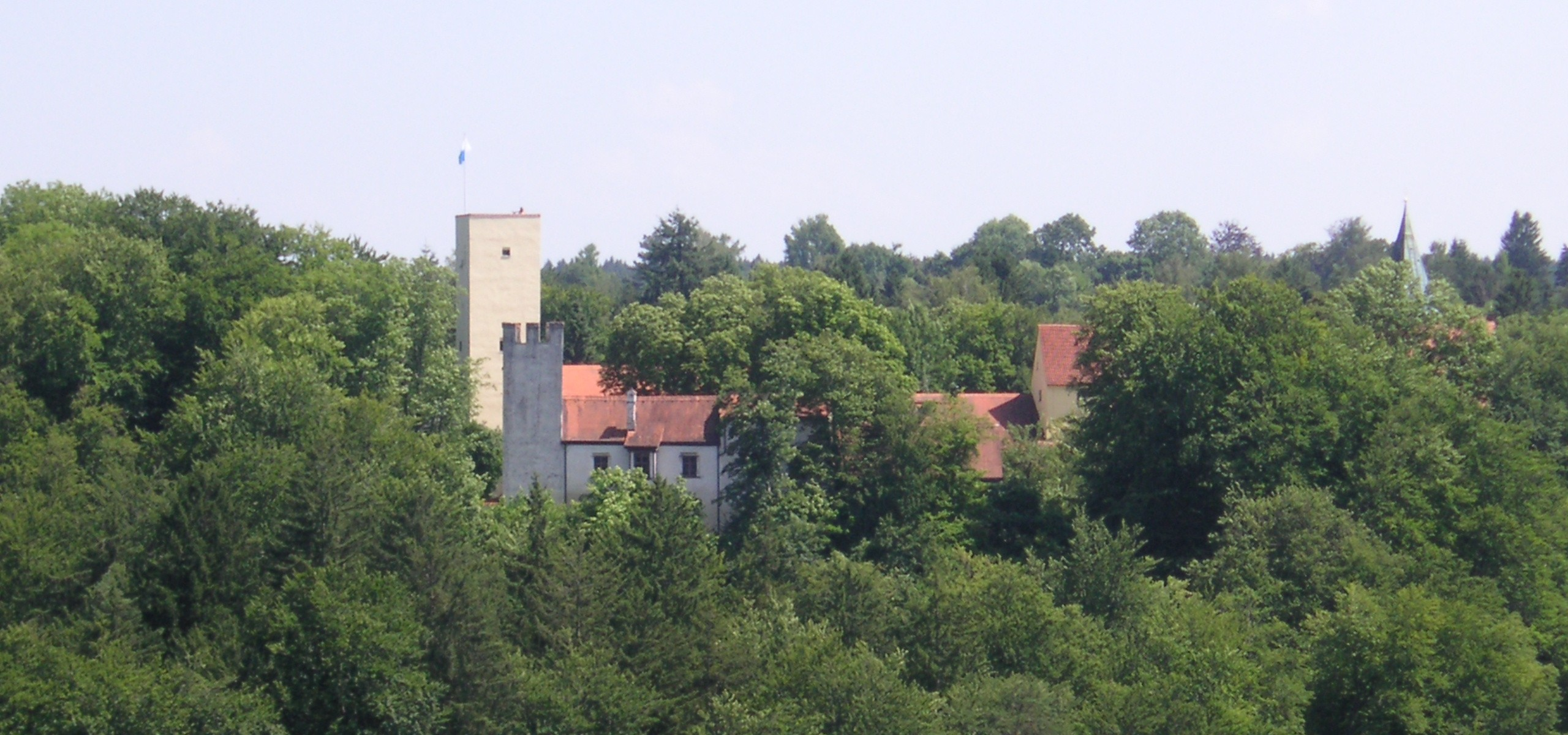
Burg Grünwald, von Pullach aus gesehen

### Burg Grünwald
Die Burg Grünwald war zunächst ein Jagdschloss der bayerischen Herzöge. Daher wird sie häufig fälschlicherweise als Schloss bezeichnet (auch die Zufahrtsstraße heißt „Schlossstraße“). Das Bauwerk ist architektonisch betrachtet jedoch eine Burg.
Nachdem die Burg Grünwald nicht mehr als Jagdschloss genutzt wurde, wurde sie erst ein Munitionsdepot und später ein Gefängnis. Schließlich wurde sie teilweise von der Familie August Everding bewohnt. Heute befindet sich dort das Burgmuseum Grünwald sowie ein Zweigmuseum der Archäologischen Staatssammlung München.
Auf die Burg Grünwald spielt auch Karl Valentins sehr bekanntes Lied Ja so warn’s, die alten Rittersleut an, dort heißt es: Zu Grünwald im Isartal, glaubt es mir, es war einmal, da ham edle Ritter g’haust, dene hat’s vor garnix graust.

### Denkmale

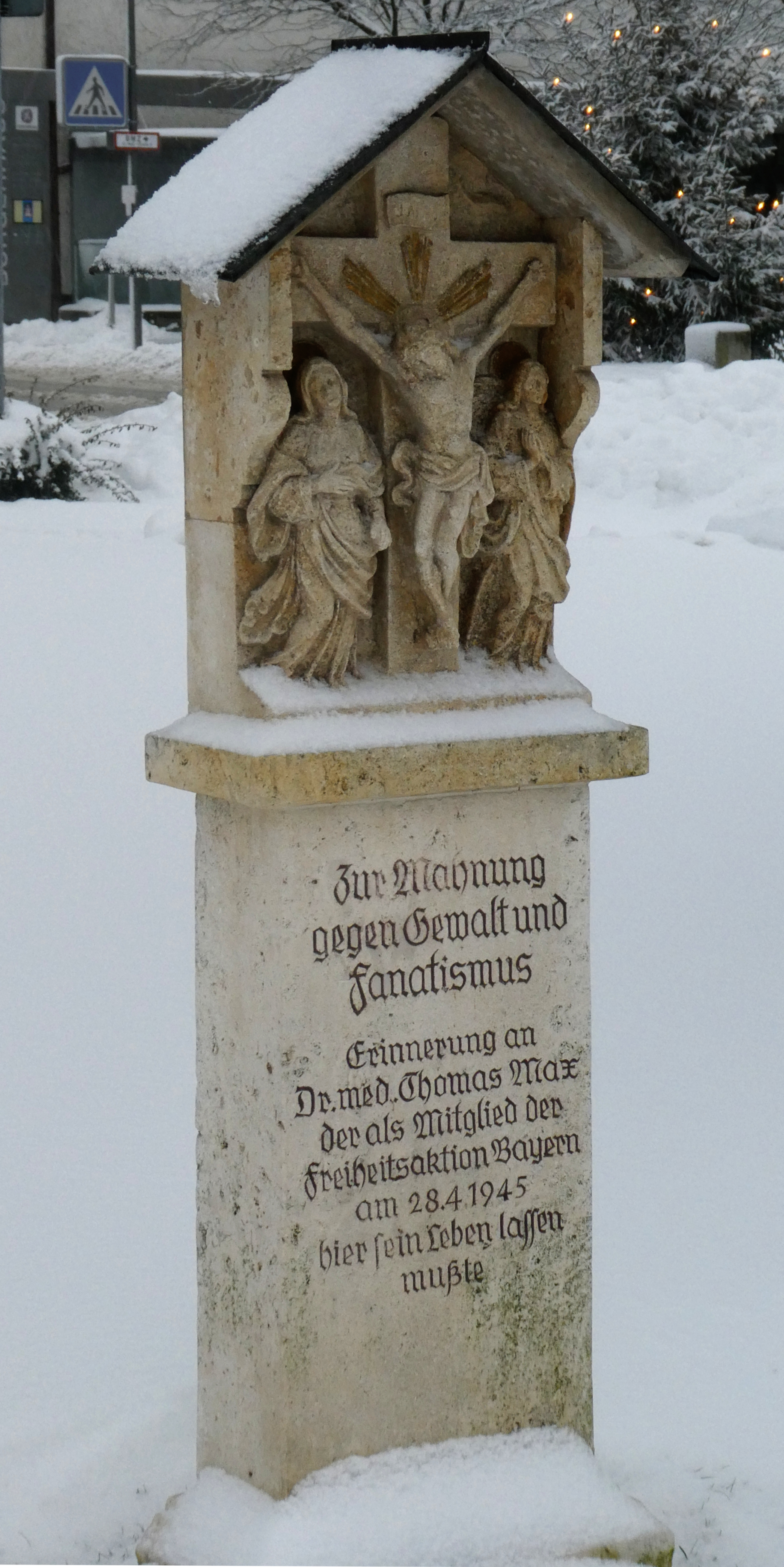
Mahnmal Thomas Max

Eine Bronze-Skulptur des Bildhauers Hubertus von Pilgrim erinnert an Leiden und Tod der Tausende Häftlinge des Todesmarsches vom April 1945, die durch SS-Männer aus dem KZ Dachau in südliche Richtung getrieben wurden.
Identische Plastiken stehen inzwischen an der Marschroute in München-Allach, München-Pasing, Fürstenfeldbruck, Gräfelfing, Planegg, Krailling, Gauting, Berg-Aufkirchen und Wolfratshausen.
Erschießung des Mitglieds der Freiheitsaktion Bayern Thomas Max durch einen Volkssturmmann am 28. April 1945.

## Infrastruktur

### Einrichtungen
- Rathaus mit Bürgerservice, Rathausstraße 3
- Polizeiinspektion mit Außenstelle im Rathaus Pullach
- Freiwillige Feuerwehr Grünwald
- Das Bayerische Rote Kreuz betreibt in Grünwald eine Rettungswache, auf der rund um die Uhr ein Rettungswagen bereitsteht, dessen Einsatzgebiet sich bis in die Münchner Stadtteile Solln, Harlaching und die umliegenden Gemeinden Straßlach-Dingharting, Baierbrunn, Schäftlarn, Pullach und Oberhaching erstreckt.
- Gemeindebücherei
- Konsulat von Afghanistan für Bayern, Sachsen und Thüringen

### Bildung und Soziales
- Martin-Kneidl-Grundschule
- Gymnasium Grünwald seit 2014/2015[20]
- Schülertagesstätte und Hort
- Münchner Volkshochschule, Außenstelle im Bürgerhaus Römerschanz, Dr.-Max-Straße 1. Hier und in anderen Unterrichtsorten in Grünwald bietet die Münchner Volkshochschule ein Bildungsprogramm für die Grünwalder Bürger.
- Musikschule Grünwald e. V., gegründet 1974, fördert die musikalische Kinder-, Jugend- und Laienbildung. Seit 2002 residiert die Musikschule im Grünwalder Freizeitpark. 24 Unterrichtsräume gruppieren sich in drei Etagen um den gemeindeeigenen Konzertsaal. Zusätzlich stehen einige kleinere Säle für Ensemblespiel jeder Größenordnung zur Verfügung. Die Musikschule Grünwald ist im Umland bekannt als Austragungsort des Regionalwettbewerbs „Jugend musiziert“.
- Schauspielschule Zerboni, gegründet 1947 von Ruth von Zerboni. Sie hat eine Reihe bekannter Absolventen, darunter Christine Neubauer und Lisa Fitz.
- Sieben Kindergärten

### Vereine
- Freiwillige Feuerwehr Grünwalds e. V. (gegründet 1875[21]) ist der älteste Verein Grünwalds. Seine Mitglieder bestehen neben den aktiven und passiven Feuerwehrdienstleistenden aus Spendern und nicht aktiven Mitgliedern.
- Burschenverein „Einigkeit Grünwald“ (gegründet 1892[22]), der unter anderem alle fünf Jahre den Maibaum aufstellt, die bayerische Tradition pflegt und das alljährliche Dorffest ausrichtet. Beitreten kann jeder männliche Bewohner aus Grünwald, der älter als 16 Jahre und noch nicht den Bund der Ehe eingegangen ist.
- Der TSV Grünwald bietet u. a. die Sportarten Fußball, Tischtennis, Fechten, Turnen, Karate und Orientierungslauf an. In der Dreifachturnhalle steht ein Fitnessraum mit zahlreichen Geräten zur Verfügung.
- Zwei Schützenvereine
- Trachtenverein mit der Brauchtumspflege
- Vereinigung der Freunde Grünwalds von 1950; kümmert sich um das kulturelle Leben in Grünwald, insbesondere auch die der Jugend. Sie veranstaltet unter anderem das jährliche Burgfest und ist Träger des sinfonischen Blasorchesters, der Jugendblaskapelle und der Sängerrunde.
- Network Women Grünwald von 2008; Förderung berufstätiger und in den Beruf wiederkehrende Frauen, weiterbildende Vorträge

## Wirtschaft und Verkehr

### Wirtschaft
Mit einem Gewerbesteuerhebesatz von 240 % zählt die Gemeinde zu den steuerlich attraktivsten Standorten Deutschlands. Der Vorort Grünwald ist steuerlich deutlich günstiger als die bayerische Landeshauptstadt München (Gewerbesteuerhebesatz 490 %, Stand 2025, seit 1997).
Im Jahr 2012 erzielte Grünwald Einnahmen aus der Gewerbesteuer in Höhe von 220 Millionen Euro. Bezogen auf die Einwohnerzahl sind die Gewerbesteuereinnahmen ca. das 55-fache des Bundesdurchschnitts. Im gleichen Zeitraum erzielte das wirtschaftlich starke München mit 1,79 Milliarden Euro lediglich knapp achtmal so viel Gewerbesteuer, obwohl es ca. 127-mal so viele Einwohner zählt. Gemessen an der gesamten Gewerbesteuer, die in Deutschland im Jahr 2012 abgerechnet wurde (40,42 Milliarden Euro), beträgt der Anteil Grünwalds 0,54 %.
Beispielhaft haben folgende Unternehmen einen Unternehmenssitz in der Gemeinde Grünwald (die nachfolgenden Daten stammen überwiegend aus dem elektronischen Bundesanzeiger):
- Aurelius SE & Co. KGaA
- Bavaria Film GmbH
- Certina Holding AG
- Corona Equity Partner AG
- Dermapharm AG
- Internationale Filmproduktion Prometheus Verwaltungs GmbH
- FWU AG
- FWU Institut für Film und Bild in Wissenschaft und Unterricht gGmbH
- KGAL GmbH & Co. KG
- LKC Kemper Czarske v. Gronau Berz GbR, Wirtschaftsprüfungsgesellschaft, Steuerberatungsgesellschaft, laut Lünendonk-Liste eine der führenden Wirtschaftsprüfungsgesellschaften in Deutschland
- Lotus AG
- Stella Vermögensverwaltungs GmbH: 80,7 % Gesellschafterin der KB Holding GmbH, diese ist wiederum 95 % Aktionärin der Knorr-Bremse AG
- Familien Porsche-Daxer-Piech Beteiligung GmbH: 25,67 % Aktionärin der Porsche Automobil Holding, diese ist wiederum 50,74 % Aktionärin an der Volkswagen AG
- Ferdinand Piëch GmbH: 13,16 % Aktionärin der Porsche Automobil Holding, diese ist wiederum 50,74 % Aktionärin an der Volkswagen AG
- Hans-Michel Piëch GmbH: 13,16 % Aktionärin der Porsche Automobil Holding, diese ist wiederum 50,74 % Aktionärin an der Volkswagen AG
- Hans-Peter Porsche GmbH: 12,22 % Aktionärin der Porsche Automobil Holding, diese ist wiederum 50,74 % Aktionärin an der Volkswagen AG
- RTL2 Fernsehen GmbH & Co. KG
- Stern Immobilien AG
- Tantalus Rare Earths AG
- Themis Beteiligungs-Aktiengesellschaft, 65,05 % Aktionärin der Dermapharm AG

### Verkehr
Grünwald ist der einzige Ort im Landkreis München, der an das Münchner Straßenbahnnetz angeschlossen ist (Linie 25 seit 1910).
Über die Kreisstraße M 11 ist Grünwald an die Anschlussstelle Oberhaching der A 995 angebunden. Die Staatsstraße 2072 führt von Grünwald nach Straßlach und nach München.

## Persönlichkeiten

### Söhne und Töchter der Gemeinde
- Hubertus von Kerssenbrock (* 1932), Orgelbauer
- Ludwig X. (1495–1545), Herzog von Bayern
- Georg Maier (1941–2021), Regisseur und Schauspieler
- Martin Lindner (* 1964), Jurist und Politiker (FDP, CDU)
- Geraldine Haacke-Guillaume (* 1982), Synchron- und Hörspielsprecherin

### Mit Grünwald verbunden
- David Alaba (* 1992), österreichischer Fußballspieler
- Rufus Beck (* 1957), deutscher Filmschauspieler
- Franz Beckenbauer (1945–2024), deutscher Fußballspieler
- Roland Berger (* 1937), deutscher Unternehmer
- Senta Berger (* 1941), österreichisch-deutsche Schauspielerin
- Adolf Birkhofer (1934–2019), deutscher Physiker, Ordinarius für Reaktordynamik und Reaktorsicherheit der Technischen Universität München, lebte in Grünwald
- Jérôme Boateng (* 1988), deutscher Fußballspieler
- Lil Dagover (1887–1980), deutsche Schauspielerin
- August Everding (1928–1999), deutscher Regisseur, Manager, Kulturpolitiker und Intendant
- Hertha Feiler (1916–1970), österreichische Schauspielerin
- Joachim Fuchsberger (1927–2014), deutscher Schauspieler und Entertainer
- Uschi Glas (* 1944), deutsche Schauspielerin
- François Goeske (* 1989), deutscher Schauspieler
- Max Greger (1926–2015), deutscher Jazz-Musiker, Saxophonist, Big-Band-Leader und Dirigent
- Franziska Hartmann (* 1984), deutsche Schauspielerin
- Horst Janson (1935–2025), deutscher Schauspieler
- Oliver Kahn (* 1969), deutscher Fußballtorwart
- Alice und Ellen Kessler (* 1936), deutsche Schauspielerinnen
- Carlos Kleiber (1930–2004), Dirigent österreichisch-amerikanischer Abstammung
- Miroslav Klose (* 1978), deutscher Fußballspieler
- Marianne Koch (* 1931), deutsche Ärztin, Buchautorin und Schauspielerin[27]
- Margaretha Ley (1933–1992), schwedische Modeschöpferin und Mitbegründerin der deutschen Luxus-Modemarke Escada
- Patrick Lindner (* 1960), deutscher Schlagersänger
- Ivar Lissner (1909–1967), deutscher Schriftsteller
- Larissa Mondrus (* 1943), sowjetische bzw. deutsche Mezzosopranistin, Schlagersängerin und Songwriterin
- Rudolph Moshammer (1940–2005), Modeschöpfer, Autor
- Hans-Wilhelm Müller-Wohlfahrt (* 1942), deutscher Orthopäde und Sportmediziner
- Christian Nerlinger (* 1973), deutscher Fußballspieler
- Ruth Niehaus (1925–1994), deutsche Schauspielerin
- Jimi Blue Ochsenknecht (* 1991), deutscher Schauspieler und Sänger
- Natascha Ochsenknecht (* 1964), deutsche Schauspielerin, Autorin und Model
- Uwe Ochsenknecht (* 1956), deutscher Schauspieler und Sänger
- Wilson Gonzalez Ochsenknecht (* 1990), deutscher Schauspieler und Sänger
- Kai Pflaume (* 1967), deutscher Fernsehmoderator
- Eva Pflug (1929–2008), deutsche Schauspielerin
- Carolin Reiber (* 1940), deutsche Fernsehansagerin und Moderatorin
- Franck Ribéry (* 1983), französischer Fußballspieler
- Arjen Robben (* 1984), niederländischer Fußballspieler
- Sebastian Rudy (* 1990), deutscher Fußballspieler[28]
- Heinz Rühmann (1902–1994), deutscher Schauspieler, Regisseur und Sänger
- Karl-Heinz Rummenigge (* 1955), deutscher Fußballspieler und Fußballfunktionär
- Matthias Sammer (* 1967), deutscher Fußballspieler und Fußballaktionär
- Günther Schramm (* 1929), deutscher Schauspieler und Fernsehmoderator
- Erich Schulze (1913–2017), deutscher Verbandsfunktionär, langjähriger Generaldirektor der GEMA
- Silvia Seidel (1969–2012), deutsche Schauspielerin
- Ralph Siegel (* 1945), deutscher Musiker, Komponist und Musikproduzent
- Erich Sixt (* 1944), deutscher Unternehmer
- Timothy Tremper (* 1966), deutscher Filmproduzent und Autor
- Erich Truckenbrodt (1917–2009), deutscher Ingenieur und Professor für Strömungsmechanik
- Daniel Van Buyten (* 1978), belgischer Fußballspieler
- Michael Verhoeven (1938–2024), deutscher Filmregisseur
- Simon Verhoeven (* 1972), deutscher Filmregisseur, Produzent und Autor
- Josef von Ferenczy (1919–2011), deutsch-ungarischer Medienmanager
- Birgitta Ingeborg Alice von Schweden (1937–2024), Schwester des Königs Carl XVI. Gustaf von Schweden
- Heinz Weiss (1921–2010), deutscher Schauspieler

### Ehrenbürger
- Hubertus Lindner, Altbürgermeister
- Franz Rieger, Altbürgermeister
- Hans Waldhauser, ehemaliger zweiter Bürgermeister der Gemeinde